# Joachim Heiden
Joachim Heiden (* 3. Februar 1955 in Duisburg) ist ein deutscher Klassischer Archäologe.
Joachim Heiden studierte nach dem Abitur am Aloisiuskolleg in Bad Godesberg 1974 Klassische Archäologie an der FU Berlin, wo er 1982 den Magister erlangte und 1985 promoviert wurde. 1986/86 erhielt er das Reisestipendium des Deutschen Archäologischen Instituts. 1987 bis 1992 war er wissenschaftlicher Angestellter der deutschen Grabung in Olympia. Von 1994 bis 1999 war er wissenschaftlicher Angestellter am Realkatalog an der Abteilung Rom des Deutschen Archäologischen Instituts. Von 1999 bis 2007 arbeitete er für den Realkatalog an der Zentrale des Deutschen Archäologischen Instituts in Berlin. Seit 2007 war er wissenschaftlicher Mitarbeiter an der Abteilung Athen des Deutschen Archäologischen Instituts, zunächst als Leiter der Fotothek, seit 2009 dazu als Leiter des Archivs. Seit 2014 war er Leiter der Ausgrabungen im Heraion von Samos. 2020 trat er in den Ruhestand.

## Veröffentlichungen (Auswahl)
- Korinthische Dachziegel. Zur Entwicklung der korinthischen Dächer. Lang, Frankfurt am Main u. a. 1987, ISBN 3-8204-8653-4 (= Dissertation).
- Peloponnes. Edition Temmen, Bremen 2001, ISBN 3-86108-862-2.
- Die Tondächer von Olympia (= Olympische Forschungen, Band 24). De Gruyter, Berlin 1995, ISBN 3-11-014374-7.
- mit Erika Kunze-Götte und Johannes Burow: Archaische Keramik aus Olympia (= Olympische Forschungen. Band 28). De Gruyter, Berlin 2000, ISBN 3-11-016559-7. (Teil Korinthisch Keramik).
- (Hrsg.): Die antike Siedlungstopographie Triphyliens (= Athenaia Band 11). Gebr. Mann, Berlin 2020, ISBN 978-3-7861-2812-0.